# عملية إنزال رمانة
انزال رمانة أو معركة الكيلو 19 أو معركة حصن لحظنيت ، هي معركة وقعت في 6 أكتوبر 1973 بين الجيش المصري وجيش الاحتلال الإسرائيلي. كانت المعركة جزء من العملية بدر أولى معارك حرب أكتوبر 1973، ودار القتال حول حصن لحظنيت، أحد حصون خط بارليف على بعد 19 كيلو متر جنوب بور فؤاد.

## المعركة
في الساعة الثانية الا خمس دقائق ظهر يوم 6 أكتوبر، تم عبور مجموعة استطلاع خلف الخطوط بقيادة مساعد رئيس استطلاع اللواء 30 مشاة سباحة جنوب النقطة القوية من معبر الكيلومتر 21، وقامت بفرد حبلي عبور لتسهيل عبور باقي القوات على نفس المعبر. وفي الساعة الثانية وخمس دقائق، بدأ التمهيد النيراني على نقطة القوات الإسرائيلية القوية في الكيلو متر 19 بنيران سرية اللواء المضادة للدبابات (عيار 85 مم) فقط، نظرا لان الممر الجوي للضربة الجوية كان يمر فوق هذه المنطقة، ولذا منع ضرب أي مدفعية ذات خط مرور عال. وفي الساعة الثانية والربع بدأت المجموعات المعينة لعزل النقطة من الجنوب والشرق والشمال ومفرزة الصاعقة (سرية عدا فصيلة) من الكتيبة 203 صاعقة في عبور القناة بالقوارب على المعبرين عند الكيلو متر 21 والكيلو متر 17.500، وتمكنت من الوصول إلى الساتر الترابي على الشاطئ الشرقي للقناة بعد عشر دقائق. وبدأت في جذب نيران القوات الإسرائيلية في اتجاه الجنوب والشمال محققة الهدف في اخفاء اتجاه الهجوم الرئيسي على النقطة. وفي الساعة الثانية والدقيقة الخامسة والاربعين، وصلت المجموعة المعينة لعزل النقطة من الشرق إلى المصطبة المعدة من قبل بواسطة القوات الإسرائيلية، ورفعت العلم المصري عليها، مما كان له تأثير بالغ في خفض الروح المعنوية للعدو بالنقطة القوية. وعقب ذلك مباشرة، وصلت مفرزة الصاعقة إلى المصطبة أيضا.
وحاول القوات الإسرائيلية خلال ذلك نجدة قواته في النقطة القوية بدفع احتياطي دبابات كان مكونا من 8 دبابات باتون، فاصطدمت بقوة العزل الشرقية عند المصطبة وتم تدمير إحداها على مسافة 300 متر – ونجحت دبابة في اختراق الموقع واتجهت على المدق شمالا في اتجاه النقطة القوية عند الكيلو متر 10 (حسن أوركال) ولكنها أصيبت بقذيفة من مجموعة العزل الشمالية أوقفتها في محلها عند الكيلو متر 14، وارتدت باقي دبابات القوات الإسرائيلية شرقا في اتجاه بالوظة. وفي الساعة الثانية والدقيقة الخمسين نجحت مدافع ب10 وأسلحة الضرب المباشر في فتح ثغرة في موانع اسلاك القوات الإسرائيلية في مواجهة النقطة وفي تدمير بعض الاهداف المهمة، ومنها التلسكوب الرئيسي بمركز ملاحظة النقطة القوى التحصين.
وفي هذه اللحظة، بدأت مجموعات الاقتحام بالمواجهة في عبر القناة في الوقت الذي قامت فيه عناصر من المهندسين بفتح الثغرات في مواقع الحصن بطوربيد، البنجالور تحت وابل من نيران القوات الإسرائيلية وقنابله اليدوية مما أدى إلى اصابة بعض الافراد. وعلى أثر فتح الثغرات، تدفقت مجموعات الاقتحام التي عبرت القناة إلى داخل الخنادق.
وفي الساعة الثالثة والدقيقة الخامسة بعد ظهر 6 أكتوبر تم الاستيلاء على القسم الجنوبي من النقطة ورفع العلم المصري على برج الملاحظة، ولكن قوة من القوات الإسرائيلية كانت لا تزال تقاوم في القسم الشمالي من النقطة.
وفي الساعة الثالثة والدقيقة العاشرة، اندفعت مجموعات الاقتحام إلى الشمال واتمت الاستيلاء على القسم الشمالي من النقطة. وفي خلال خمس عشرة دقيقة، تمت السيطرة الكاملة على النقطة من جميع الجهات، وانضمت مجموعات العزل القريبة إلى داخل النقطة، وتم قطع الخطوط الهاتفية والأسلاك الكهربائية الموصلة إلى النقطة، كما تم تدمير المولد الكهربائي وتأمين مداخل النقطة ومخارجها. وفي الساعة الثالثة والنصف، تم ابلاغ قيادة القطاع بالاستيلاء الكامل على النقطة والقبض على الاسرى.
وفي الساعة الثالثة والدقيقة العاشرة، اندفعت مجموعات الاقتحام إلى الشمال وأتمت الاستيلاء على القسم الشمالي من النقطة. وفي خلال خمس عشرة دقيقة، تمت السيطرة الكاملة على النقطة من جميع الجهات، وانضمت مجموعات العزل القريبة إلى داخل النقطة، وتم قطع الخطوط الهاتفية والأسلاك الكهربائية الموصلة إلى النقطة، كما تم تدمير المولد الكهربائي وتأمين مداخل النقطة ومخارجها. وفي الساعة الثالثة والنصف تم ابلاغ قيادة القطاع بالاستيلاء الكامل على النقطة والقبض على الأسرى.
وفي الساعة الثالثة والدقيقة العاشرة، اندفعت مجموعات الاقتحام إلى الشمال واتمت الاستيلاء على القسم الشمالي من النقطة. وفي خلال خمس عشرة دقيقة، تمت السيطرة الكاملة على النقطة من جميع الجهات، وانضمت مجموعات العزل القريبة إلى داخل النقطة، وتم قطع الخطوط الهاتفية والاسلاك الكهربائية الموصلة إلى النقطة، كما تم تدمير المولد الكهربائي وتأمين مداخل النقطة ومخارجها. وفي الساعة الثالثة والنصف، تم ابلاغ قيادة القطاع بالاستيلاء الكامل على النقطة والقبض على الاسرى.
وقد ثبت من سجلات الحرب، ان النقطة القوية عند الكيلو متر 19 (حصن لاهتزانيت الإسرائيلية) كانت أول حصون خط بارليف التي سقطت في أيدي القوات المصرية على طول الجبهة بأكملها.
وقد ورد في المصادر الإسرائيلية عن معركة هذا الحصن ما يلي: «مع بدء العبور، وصل تقرير من هذا الحصن (جنوب رأس العش) في القطاع الشمالي بأن الجنود المصريين يهاجمونه. وتصاعدت أصوات القتال من جهاز الاتصال، وتصاعد صوت جندي الإشارة عدة مرات، وفي حوالي الساعة الرابعة مساء سكت صوت الجندي نهائيا ولم يعرف أحد ماذا حدث هناك».
وعلى أثر الاستيلاء على الحصن بدأت عملية تطهير الملاجئ باستخدام قاذفات اللهب ووقع فرد جريح في الاسر، وأمكن الاستفادة منه في إخراج باقي أفراد القوات الإسرائيلية المذعورين داخل الملجأ الثاني.
وقد حاول القوات الإسرائيلية استعادة الموقف عن طريق دفع احتياطيه المحلي من الدبابات على محور بالوظة في اتجاه النقطة القوية، ولكن مجموعة الصاعقة من الكتيبة 203 صاعقة نجحت في تدمير دبابتين شرق المصطبة فارتدت باقي الدبابات شرقا.
كما حاولت جماعة دبابات وعربة مدرعة نصف جنزير مهاجمة مجموعة العزل الجنوبية، ولكنها ارتدت على أعقابها جنوبا في اتجاه التينة بعد أن دمرت لها إحدى دبابتها.
وفي الساعة الرابعة مساء، انضمت مجموعتان لاقتناص الدبابات بقيادة مساعد رئيس استطلاع اللواء إلى مجموعة الصاعقة، وأصدر إليهم العقيد أ. ح مصطفى العباسي قائد اللواء أمره بتطوير الهجوم شرقا في اتجاه تقاطع الطرق على مسافة حوالي 8 كيلو مترات شرق القناة.
وفي الساعة الخامسة مساء، قام طيران القوات الإسرائيلية بمهاجمة النقطة القوية بعد أن تأكد من سقوطها، كما ركز ضربه على مركز ملاحظة اللواء عند الكيلو متر 17.500 والنقطة القوية لقواتنا غرب القناة عند الكيلو متر 14، وقد نجحت فصيلة صواريخ سام 7 عند الكيلو متر 17 في اسقاط طائرة ميراج للعدو. وخلال الفترة من الساعة السادسة حتى الساعة السابعة مساء تم استكمال تطهير الدشم وتفتيش الملاجئ بواسطة مجموعات الاقتحام المدعمة بعناصر من المهنددسين العسكريين وأطقم قاذفات لهب خفيفة. وبعد التأكد من خلو النقطة من قوات القوات الإسرائيلية، تم ترحيل الاسرى وكان عددهم 26 أسيرا إلى مكتب مخابرات بورسعيد.
وفي الساعة الثامنة مساء، انتقل مركز ملاحظة اللواء 30 مشاة مستقل إلى شرق القناة في منطقة الكيلو متر 17 شمال النقطة القوية، وقامت مدفعية القوات الإسرائيلية بقصف النقطة قصفا مركزا، وكانت جملة خسائر اللواء 30 مشاة، منذ بداية العملية حتى الساعة الثامنة مساء 23 شهيدا (منهم ضابط واحد) و7 جرحى (منهم ضابطان)، كما كانت جملة خسائر القوات الإسرائيلية في هذه المعركة 60 قتيلا و26 أسيرا.
وفي الساعة التاسعة والنصف مساء، أبلغ قائد مجموعة اقتناص الدبابات والصاعقة عن تقدم رتل مدرع للعدو من اتجاه بالوظة، فتم الضرب عليه بواسطة نيران دباباتين من طراز GS من مصطبة عند الكيلو متر 19 غرب القناة، فاضطرت الدبابات الإسرائيلية إلى الارتداد شرقا.
واستمرت مجموعات اقتناص الدبابات والصاعقة في التقدم شرقا حتى تم لها الوصول إلى منطقة تقاطع الطرق على بعد 8 كيلو مترات شرق القناة، دون أي مقاومة، وقامت بتنظيم الدفاع عنها، وأمر قائد اللواء بدفع دوريات لتأمين طرق الاقتراب جنوبا وشمالا وشرقا، وتنظيم الدفاع عن الأرض المكتسبة.